# Rudolf Risch

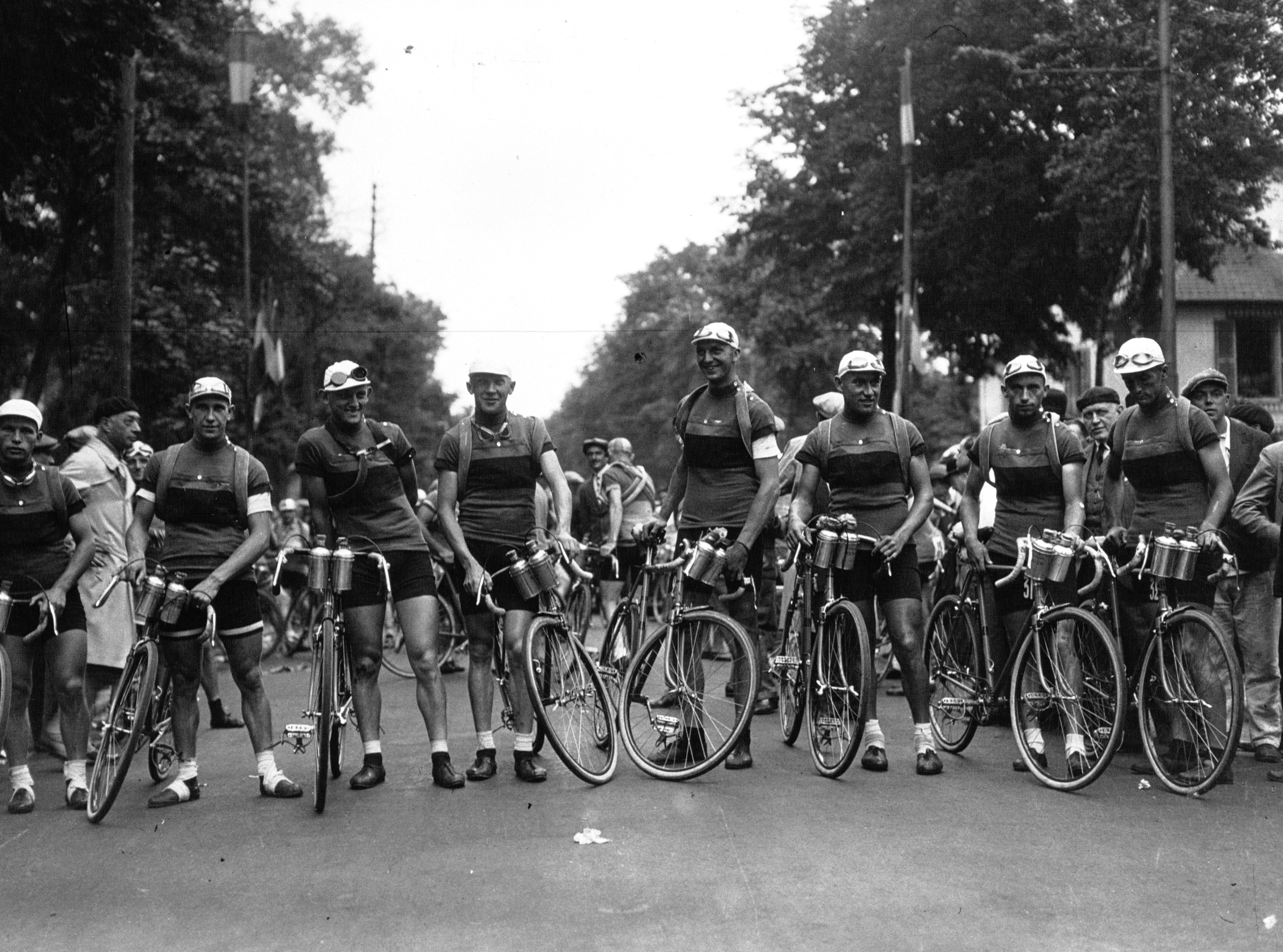
Die deutsche Mannschaft bei der Tour de France 1932 mit Rudolf Risch (1.v.r.)

Rudolf „Rudi“ Risch (* 20. Januar 1908 in Berlin; † 22. August 1944 in Tighina, Rumänien) war ein deutscher Radrennfahrer.
1929 gewann Rudolf Risch, der für den  RV Arminius 1897 Berlin startete, Rund um Berlin und wurde Deutscher Straßenmeister der Amateure. In diesem Jahr konnte er auch weitere hochrangige Rennen der A-Klasse für sich entscheiden, wie Rund um Leipzig, Quer durch Holstein, Berlin–Rheinsberg–Berlin, Bonn–Trier–Bonn, den Internationalen Straßen-Preis von Aachen, den  Straßen-Preis von Koblenz. 1931 kamen weitere Erfolge dazu, er siegte bei Rund um Spessart und Rhön, erneut bei Quer durch Holstein, Rund um Warschau, Berlin–Leipzig, dem Straßen-Preis von Baden-Baden, Rund um Leipzig, Rund um Augsburg, Rund um Hannover. 1932 gewann er die deutsche Meisterschaft im Mannschaftszeitfahren mit dem RV Arminius 1897 Berlin, sowie Rund um die Hainleite und Berlin–Neustrelitz–Berlin.
Bei den UCI-Straßen-Weltmeisterschaften 1930 in Lüttich errang er die Bronzemedaille im Straßenrennen. 1931 wurde er Dritter der deutschen Straßenmeisterschaft und Zweiter bei Rund um Berlin.
1932 wurde er Profi und startete in der Folge dreimal bei der Tour de France; seine beste Platzierung war der 38. Rang 1934 als Vorletzter. 1932 wurde er 57. und damit Letzter und Träger der Lanterne Rouge.
Risch fiel 1944 als Soldat während des Zweiten Weltkriegs in Rumänien.